# Ancylotrypa brevipes
Espèce
Synonymes
- Bolostromus brevipes Karsch, 1879

Ancylotrypa brevipes est une espèce d'araignées mygalomorphes de la famille des Cyrtaucheniidae.

## Distribution
Cette espèce se rencontre en Afrique de l'Ouest.

## Publication originale
- Karsch, 1879 : West-afrikanische Myriopoden und Arachniden. Zeitschrift für Naturwissenschaft, vol. 52, p. 825-837.